# Kontrakt rysownika
Kontrakt rysownika (ang. The Draughtsman's Contract) – brytyjski komediodramat kostiumowy z 1982 roku w reżyserii Petera Greenawaya.

## Fabuła
Akcja filmu toczy się w XVII wieku. Młody i ambitny artysta Neville – otrzymuje propozycję wykonania rysunków rodzinnej posiadłości państwa Herbert. Neville podejmuje się zadania stawiając kilka warunków: pani Herbert zobowiązuje się do spotykania się z rysownikiem i zaspokajania jego erotycznych potrzeb. Szkice artysty wydają się być świadkiem zbrodni popełnionej na właścicielu posiadłości.

## Obsada
- Anthony Higgins jako Pan Neville
- Janet Suzman jako Pani Herbert
- Hugh Fraser jako Pan Talmann
- Dave Hill jako Pan Herbert
- George Miller jako Służący
- Tony Meyer jako The Poulenas
- Geoffrey Larder jako Pan Hammond
- David Gant jako Pan Seymour

Źródło:.

## Nominacje
BAFTA (1983):
- nominacja w kategorii Najlepsze kostiumy dla Sue Blane

MFF w Wenecji (1982):
- nominacja Złoty Lew

Źródło:.